# Senotainia inyoensis
Senotainia inyoensis är en tvåvingeart som beskrevs av Henry J. Reinhard 1955. Senotainia inyoensis ingår i släktet Senotainia och familjen köttflugor.
Artens utbredningsområde är Kalifornien. Inga underarter finns listade i Catalogue of Life.